# Queen of Burnaby
Die Queen of Burnaby ist eine Fähre der kanadischen Reederei BC Ferries, die 1965 in Dienst gestellt wurde. Sie war zuletzt seit März 2000 auf der Strecke von Powell River nach Comox in Fahrt. Im Mai 2017 erfolgte die Ausmusterung des 52 Jahre alten Schiffes.

## Geschichte
Die Queen of Burnaby entstand unter der Baunummer 125 in den Vancouver Shipyards in North Vancouver und wurde am 15. Februar 1965 vom Stapel gelassen. Die Fähre wurde nach der Stadt Burnaby benannt. Nach der Übernahme durch BC Ferries im Mai 1965 wurde das Schiff auf der Strecke von Puget Sound nach Strait of Georgia in Dienst gestellt.
1973 wurde die Queen of Burnaby von 105,27 auf 129,98 Meter verlängert. Die Breite des Schiffes erhöhte sich dabei von 3,81 auf 4,1 Meter; die Tonnage von 3.542 auf 4.903 BRT.
Im Mai 1994 ging die Queen of Burnaby unter dem Namen Royal Victorian an die Victoria Line und wurde auf der Strecke von Victoria nach Seattle genutzt. 1997 charterte Clipper Navigation das Schiff. Die in Princess Marguerite III umbenannte Fähre verkehrte weiter auf der Strecke zwischen Victoria und Seattle. Im September 1999 stellte Clipper Navigation den Dienst aus Kostengründen ein. Im März 2000 kehrte die Fähre unter ihrem alten Namen zu BC Ferries zurück und wurde auf der Strecke zwischen Powell River und Comox eingesetzt.
Im Juli 2016 fiel die Queen of Burnaby kurzzeitig durch ein Ölleck aus und musste zur Reparatur in die Werft. Im Mai 2017 wurde das über fünfzig Jahre alte Schiff außer Dienst gestellt, sie und ihr Schwesterschiff Queen of Nanaimo wurden dabei durch die Schiffe der neuen Salish-Klasse abgelöst. Die Queen of Burnaby ist seitdem aufgelegt und steht zum Verkauf.

## Schwesterschiffe
Die Queen of Burnaby hat zwei Schwesterschiffe, die Queen of Nanaimo und die Queen of New Westminster.